# Jack Frost (Marvel Comics)
Jack Frost es un superhéroe ficticio que aparece en los cómics estadounidenses publicados por Marvel Comics. El personaje apareció por primera vez en 1941 en U.S.A. Comics, publicado por el precursor de Marvel en 1940, Timely Comics, durante el período que los fanáticos e historiadores llaman la Edad de oro de las historietas.

## Historial de publicaciones
Apareció por primera vez en U.S.A. Comics #1 (con fecha de portada en agosto de 1941) del predecesor de Marvel Timely Comics, fue una de las primeras creaciones del futuro editor en jefe y editor de Marvel Stan Lee, que colaboró con el dibujante Charles Wojtkoski. Otra de las historias de Jack Frost fue escrita por Carmine Infantino y dibujada por Frank Giacoia. La atribución de las otras historias ha sido debatida. El personaje apareció en cuatro números (U.S.A. Comics #1-4), antes de ser barrido por un cabeza de cartel más popular, el Capitán América.
Jack Frost recuerda externamente el espíritu folclórico del invierno Jack Frost, con piel azul de hielo y pantalones cortos azules. Sus poderes y apariencia se parecen a Iceman, otra creación de Stan Lee que apareció veinte años después, en The X-Men de 1963.
Las cuatro historias de Jack Frost originalmente no tenían título, pero los historiadores de los cómics se refieren a ellas como "El origen de Jack Frost", "Los piratas mecánicos del pulpo", "Los ladrones de ambulancias" y "La aventura de los cadáveres congelados".
Además de las cuatro historias de cómics en U.S.A. Comics, Jack también apareció en una función de texto de dos páginas escrita por Lee en el número 2, "When USA Heroes Meet!" En esta historia, hay una reunión en la casa de Dan Kane (también conocido como el superhéroe Capitán Terror) de los héroes de ese tema: Jack Frost, Rockman, Whizzer, el Defensor y el Vagabundo. Jack se hace amigo de los otros héroes, aunque en un momento los llama "un montón de mariquitas". El grupo acepta reunirse con el próximo número y presentar la historia que han decidido que es la mejor historia del mes. Se abandonó la presunción y el grupo no se reunió en el próximo número.
Más de tres décadas después de la última aparición de Jack Frost, Marvel lanzó a los Invasores en 1975, una intencionada nostálgicos de historietas con personajes estrella de la época dorada - Capitán América, Bucky Barnes, Antorcha Humana y el Sub-Marinero — en la era aventuras de la Segunda Guerra Mundial. El escritor y editor Roy Thomas quería expandir la franquicia, por lo que creó un segundo súper equipo, la Legión Libertad, con un grupo de héroes de la Edad de Oro de segunda fila, incluido Jack Frost, junto con Miss America, Whizzer, el  Patriota, Hombre Delgado, Cuervo Rojo y Blue Diamond.
Thomas dijo que eligió a Jack Frost para el equipo porque el personaje encajaba en un arquetipo que Thomas estaba buscando: "Sentí que debería tener un tipo Sub-Marinero y, en cierto modo, Jack Frost se ajustaba a esa factura", dijo. Eligió no explorar la historia de fondo de Jack, aunque hay indicios de que puede ser un extraterrestre: "Su experiencia era vaga en las historias originales, así que quería mantenerla vaga", dijo Thomas.
Jack luchó con la Legión en cinco historias en 1976. El equipo se presentó en Marvel Premiere # 29 y 30 (abril y mayo de 1976), así como en un número de The Invaders y dos números de Marvel Two-in-One. La Legión Libertad regresó para otros cuatro números de The Invaders en 1978-1979, y luego el equipo desapareció del lienzo. Thomas dijo que había planes para una serie de Legión Libertad, pero en ese momento, las cifras de ventas en el cómic Invaders estaban cayendo, y Marvel decidió no lanzar un spin-off.
Frost regresó por un problema en abril de 1991: el Capitán América # 384, "La guarida del gusano de hielo", y luego volvió a la hibernación. Hizo otras dos apariciones en 2009, en la serie de nostalgia Golden Age Avengers / Invaders # 10 y 12 (junio y agosto de 2009).

## Biografía del personaje ficticio
Jack Frost se parece a un joven hecho de hielo, y puede crear y soportar temperaturas extremadamente frías y generar grandes cantidades de hielo.
La introducción en su primera historia implica que él es una criatura mítica, una figura solitaria que existe en el paisaje ártico: "¡El extremo norte! ¡Desafiante! ¡Misterioso! ¡Premonición! La tierra que ningún hombre realmente conoce... en este gran y congelado desperdicio", rodeado de un silencio eterno y mortal, vive una persona de la que todos hemos oído hablar pero que pocos hombres han visto: el Rey del Frío: ¡Jack Frost!".
Este espíritu fue despertado por los gritos de un prospector moribundo, a quien un saltador le disparó. En sus últimos momentos, el hombre le suplica a Jack que proteja a su hija en la ciudad de Nueva York, y Jack, horrorizado por el crimen, se transporta a Estados Unidos para hablar con la policía. No creen su historia, por lo que decide luchar contra el mal donde sea que pueda encontrarlo.
Durante la Segunda Guerra Mundial, se unió a otros superhéroes para formar el equipo Legión Libertad y proteger a los Estados Unidos de la infiltración en el hogar de Axis. La Legión Libertad fue inicialmente reunida por Bucky para rescatar a los Invasores con el cerebro lavado por el Cráneo Rojo. Con la Legión, Jack Frost luchó con Namor el Submarinero y la Antorcha Humana original, y protegió a los transeúntes de la metralla con un paraguas de hielo.
Jack Frost fue visto nuevamente en una edición de 1991 del Capitán América, donde se explicó que se había sacrificado al fusionarse con un poderoso monstruo "gusano de hielo" del Ártico, para neutralizarlo y evitar que atacara a personas inocentes. Jack Frost fue liberado brevemente durante un encuentro con el Capitán América, antes de ser tragado voluntariamente y unirse al gusano de hielo una vez más. Thor especula que Jack Frost puede ser el hijo diminuto de un Gigante de Hielo de la Mitología nórdica.

## Poderes y habilidades
Jack Frost tiene la capacidad de generar temperaturas bajo cero. Combinado con el vapor de agua ambiental, puede crear nieve, aguanieve y hielo para diversos efectos, como propulsar ráfagas de nieve a la velocidad del viento de los huracanes o convertir el hielo en varias construcciones simples como esferas, puentes o paredes. También tiene resistencia sobrehumana y durabilidad. Jack Frost tiene una piel blanca azulada que brilla por el esmalte de escarcha que la cubre. La temperatura de su piel es de 32 °F (0 °C).

## Personajes relacionados
- En la continuidad moderna de Marvel, un científico humano no relacionado, el profesor Gregor Shapanka, utilizando medios tecnológicos para generar hielo incapacitante que primero planeó usar para prolongar la vida, se convirtió en el supervillano Jack Frost en Tales of Suspense # 45 (septiembre de 1963). Fue presentado como un antagonista del superhéroe Iron Man, ya que era un exempleado de Stark que fue despedido por intento de robo. Más tarde tomó el nombre de Ventisca.[13]